# Widowo
Widowo este o arie protejată (sit de importanță comunitară — SCI) din Polonia întinsă pe o suprafață de 99,14 ha, integral pe uscat.

## Localizare
Centrul sitului Widowo este situat la coordonatele 54°49′51″N 18°07′45″E / 54.8307°N 18.1291°E.

## Înființare
Situl Widowo a fost declarat sit de importanță comunitară în august 2007 pentru a proteja un număr necunoscut de specii din flora spontană și fauna sălbatică aflate în arealul zonei.

## Biodiversitate
Situată în ecoregiunea continentală, aria protejată conține 3 habitate naturale: Dune mobile de-a lungul țărmului cu Ammophila arenaria („dune albe”), Dune împădurite din regiunile atlantică, continentală și boreală, Păduri acidofile de stejar bătrân cu Quercus robur pe câmpii nisipoase.
La baza desemnării sitului se află un număr nedeclarat de specii protejate.